# Az egymilliomodik hektár emlékerdő
Az egymilliomodik hektár emlékerdő (más néven Milliomodik hektár emlékerdő, a köznyelvben Kiserdő) Kecskeméten a Széchenyivárosban, az Akadémia körút, a Nyíri út és a szabadidőközpont által határolt területen 1975. március 28-án társadalmi munkában telepített, majd 2003-ban és 2007-ben felújított, vegyes fás, cserjeszint nélküli emlékerdő. Az erdő közepén egy emlékkövet helyeztek el. Az emlékhely a második világháború utáni, 1945 és 1975 közötti időszakban végzett erdőtelepítési programnak állít emléket, amikor 530 ezer hektár új erdőt telepítettek és 470 ezer hektárt felújítottak, a legtöbbet Bács-Kiskun megyében. 